# Cantone di Roussillon
Il Cantone di Roussillon è una divisione amministrativa dell'arrondissement di Vienne.
A seguito della riforma approvata con decreto del 18 febbraio 2014, che ha avuto attuazione dopo le elezioni dipartimentali del 2015, è passato da 21 a 27 comuni.

## Composizione
I 21 comuni facenti parte prima della riforma del 2014 erano:
- Agnin
- Anjou
- Assieu
- Auberives-sur-Varèze
- Bougé-Chambalud
- Chanas
- La Chapelle-de-Surieu
- Cheyssieu
- Clonas-sur-Varèze
- Le Péage-de-Roussillon
- Roussillon
- Sablons
- Saint-Alban-du-Rhône
- Saint-Clair-du-Rhône
- Saint-Maurice-l'Exil
- Saint-Prim
- Saint-Romain-de-Surieu
- Salaise-sur-Sanne
- Sonnay
- Vernioz
- Ville-sous-Anjou

Dal 2015 i comuni appartenenti al cantone sono i seguenti 27:
- Agnin
- Anjou
- Beaurepaire
- Bellegarde-Poussieu
- Bougé-Chambalud
- Chalon
- Chanas
- La Chapelle-de-Surieu
- Cour-et-Buis
- Jarcieu
- Moissieu-sur-Dolon
- Monsteroux-Milieu
- Montseveroux
- Pact
- Le Péage-de-Roussillon
- Pisieu
- Pommier-de-Beaurepaire
- Primarette
- Revel-Tourdan
- Roussillon
- Sablons
- Saint-Barthélemy
- Saint-Julien-de-l'Herms
- Saint-Romain-de-Surieu
- Salaise-sur-Sanne
- Sonnay
- Ville-sous-Anjou